# Michał Król (piłkarz)
Michał Król (ur. 14 marca 2000 w Lublinie) – polski piłkarz występujący na pozycji pomocnika w Motorze Lublin.

## Kariera piłkarska
Król jest wychowankiem Granitu Bychawa. Jako junior grał w drużynie Piłkarskich Nadziei Motoru Lublin i Legii Warszawa, w barwach której zanotował 28 spotkań w tym trzy w Młodzieżowej Lidze Mistrzów. Debiut w seniorskiej piłce zaliczył 14 czerwca 2017 w meczu o mistrzostwo III ligi pomiędzy rezerwami Legii a MKS-em Ełk. W 2018 został zawodnikiem trzecioligowej Wisły Puławy.
W lipcu 2019 został wypożyczony do pierwszoligowych Wigier Suwałki, a rok później podpisał trzyletni kontrakt z drugoligowym Motorem Lublin. W sezonie 2020/2021 w barwach Motoru rozegrał 33 spotkania, po czym w lipcu 2021 został wypożyczony do występującego wówczas w ekstraklasie – Górnika Łęczna, w którym zadebiutował 12 grudnia 2021 w wyjazdowym meczu z Cracovią. Na najwyższym poziomie rozgrywkowym w barwach Górnika zaliczył w sumie dwa występy.
Po powrocie z wypożyczenia do Motoru, decyzją trenera Gonçalo Feio, został przesunięty z prawej obrony na pozycję prawoskrzydłowego. W sezonie 2023/2024 jako podstawowy zawodnik lubelskiego zespołu uzyskał awans do ekstraklasy.